# Девідсон (льодовик)
Девідсон (англ. Davidson Glacier) — великий долинний льодовик завдовжки 17 км, область живлення якого знаходиться на хребті Чілкат. Розташовується поблизу колишнього міста Гейнс, в межах однойменного боро на південному сході штату Аляска (США).
Названий на честь американського астронома, географа, геодезиста й інженера Джорджа Девідсона  (1825—1911).

## Історія
Льодовик відкритий 1867 року. Його назва тлінгітською мовою місцевих індіанців — Ssitkaje. Опис льодовика надав Джон М'юр у своїх знаменитих подорожах 1879 року до і навколо Льодовикової затоки. На той час язик льодовика майже досягав припливної води. Наразі він через глобальне потепління, значно відступивши у гори і перетворившись на долинний льодовик, утворив у морені власне льодовикове озеро.

## Поточний статус
Льодовик Девідсона є визначною  туристичною пам'яткою для боро Гейнс і Скагвай.
Туристи вирушають на човнах або каяках до льодовика, а потім їх ведуть або підіймають з берега на льодовик по льодовикових відкладеннях і моренах.

## Галерея

Льодовик Девідсон
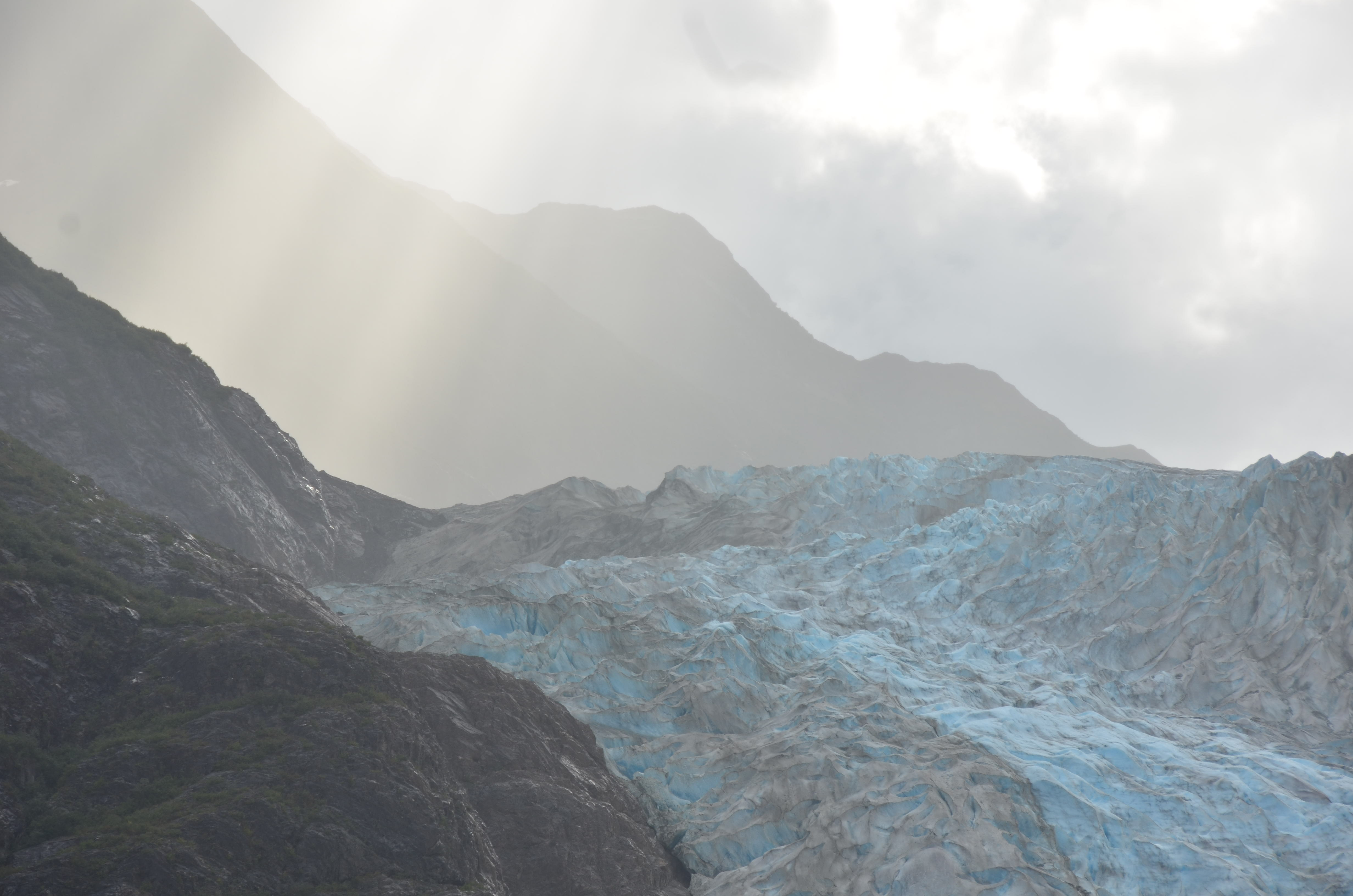
2011 рік
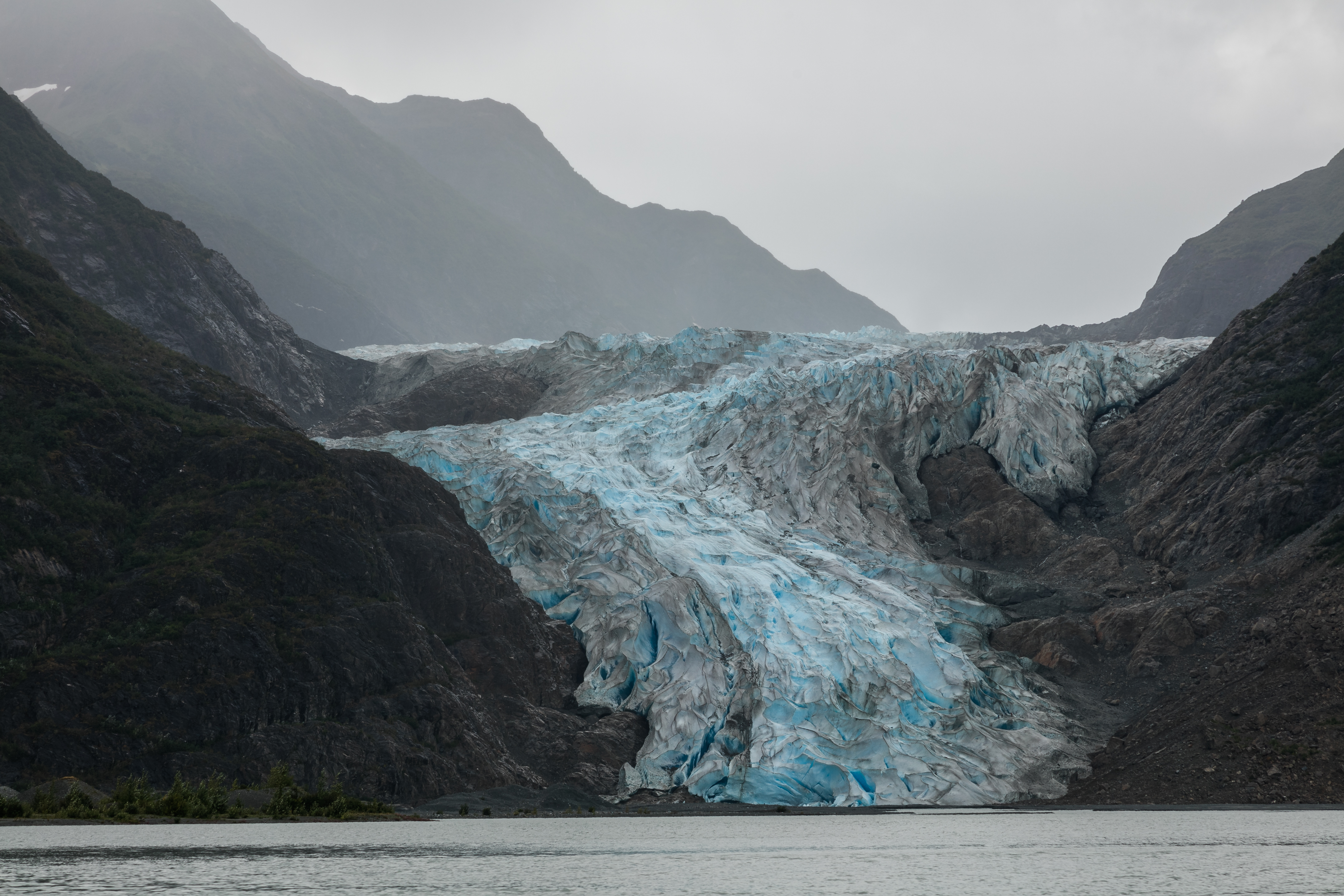
2017 рік